# Phil Woosnam
Phillip Abraham « Phil » Woosnam, né le 22 décembre 1932 à Caersws et mort le 19 juillet 2013 à Marietta, est un joueur et entraîneur de football gallois.

## Biographie
Étudiant à l'université de Bangor, Woosnam joue au niveau amateur pour l'équipe de l'université après avoir joué au niveau international dans les catégories de jeunes. Il joue durant son service militaire dans l'équipe militaire britannique aux côtés d'Eddie Colman et de Duncan Edwards.
Il devient par la suite professeur de physique et de mathématiques dans le sud de l'Angleterre, jouant avec l'équipe réserve de Manchester City, puis avec Sutton United et Leyton Orient. Il est nommé joueur amateur anglais de l'année en 1955. 
Woosnam fait une apparition en sélection de Londres lors de la demi-finale aller de la Coupe des villes de foires 1955-1958 contre Lausanne Sports. Il passe ensuite professionnel en 1958. Il évolue en première division à West Ham de 1958 à 1962 puis à Aston Villa de 1962 à 1966. Il compte aussi 17 sélections en équipe du pays de Galles de football de 1959 à 1963, marquant à trois reprises. 
Phil Wossnam part ensuite aux États-Unis où il devient entraîneur-joueur de l'équipe des Atlanta Chiefs de 1967 à 1968 ; il marque notamment le premier but du premier match de football se déroulant à l'Atlanta-Fulton County Stadium. Il est aussi pendant une brève période sélectionneur de l'équipe des États-Unis de soccer en 1968. Il est également commissaire de la Ligue nord-américaine de football (NASL) de 1969 à 1983, contribuant grandement au développement du soccer aux États-Unis. 
Souffrant d'un cancer de la prostate et de la maladie d'Alzheimer, il meurt à l'âge de 80 ans à Marietta.